# ぼくの彼女は外資系
『ぼくの彼女は外資系』は、日本テレビ系列の深夜ドラマ枠のshin-Dにおいて1999年11月15日から12月20日までテレビ放映された作品である。

## あらすじ
蔦谷一族が牛耳っている安定企業の『蔦谷安全堂』に勤める小山田恭一は、４つ年下の毬谷ゆみと恋愛関係にあり結婚を社内で公表することにしていた。そんな折蔦谷安全堂が外資系企業に買収されたとの情報が入り、２人の外国人男女が通訳を連れて会社に挨拶に来る。社長に着任したグリーンと財務担当のグロリアであった。グリーンは社長以下幹部クラスにいた蔦谷一族を追い出し、唯一残った営業部長の蔦谷宗助もヒラに格下げるなどしていた。さらに社内は禁煙になり、サンダル禁止、机の配置も外資系風に変更されて、出世を期待できなくても安定していた恭一を取り巻く環境が大きく変わっていく。社風の変化はセクハラでもすればすぐクビが飛ぶような雰囲気も生まれさせて恭一は戸惑っていくが、若手社員たちは実力次第で出世が可能になったとやる気を見せていく。そしてグリーンがゆみを社長室秘書に抜擢するとゆみが垢抜けた美女になっていく。恭一は仕事だけでなく結婚の件に対しても悩んでしまう。

## 出演者
- 小山田恭一:袴田吉彦
- 毬谷ゆみ:川幡由佳
- グリーン:コード・カートリッジ
- グロリア:シェリー・スゥエニー
- 蔦谷宗助:中西良太